# Livro de Horas de Étienne Chevalier
O Livro de Horas de Étienne Chevalier (Livre d'Heures d'Étienne Chevalier) é um manuscrito iluminado por Jean Fouquet, um dos maiores pintores da França durante o século XV. Foi produzido entre 1450 e 1460 para Étienne de Chevalier, tesoureiro do rei Carlos VII da França.
É um dos livros de horas iluminados mais luxuosos e famosos do mundo, e uma das melhores obras do artista. Seu estilo representa a transição do Gótico para a Renascença na França, e as imagens mostram paisagens à moda do primeiro Renascimento italiano, junto com cenas urbanas, palácios e edifícios góticos que seguem a escola dos irmãos Limbourg.
O manuscrito original sobrevive em fragmentos dispersos entre vários museus do mundo. Das folhas com miniaturas quarenta estão hoje no Museu Condé, duas no Louvre, uma na Biblioteca Nacional da França, uma no Museu Metropolitano de Nova Iorque e uma no Museu Britânico.

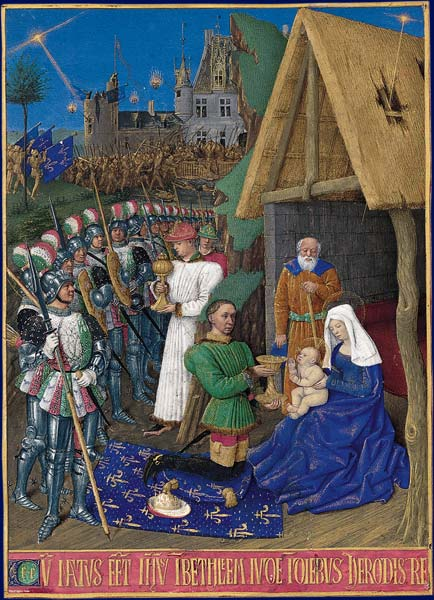
A adoração dos Magos
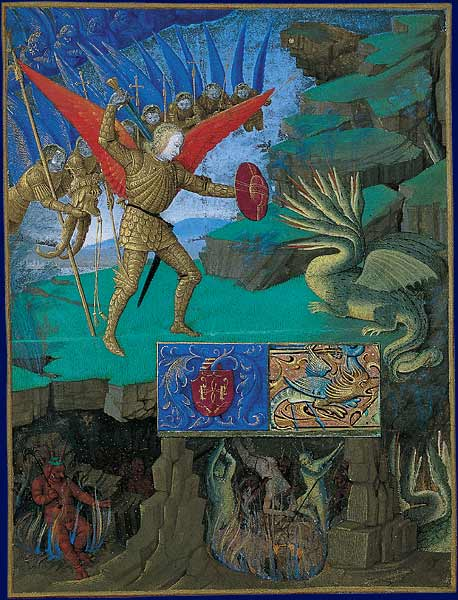
São Miguel e o dragão
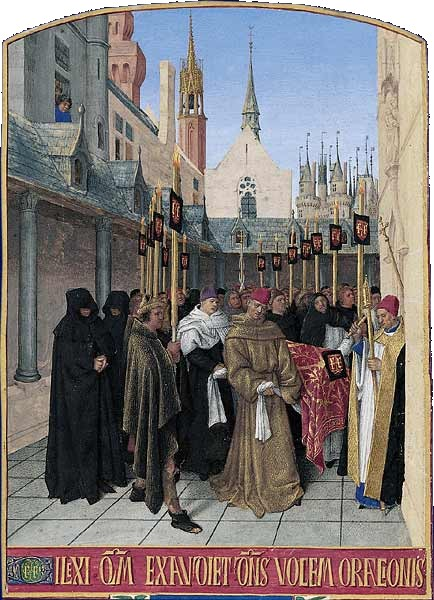
Os funerais de Étienne Chevalier
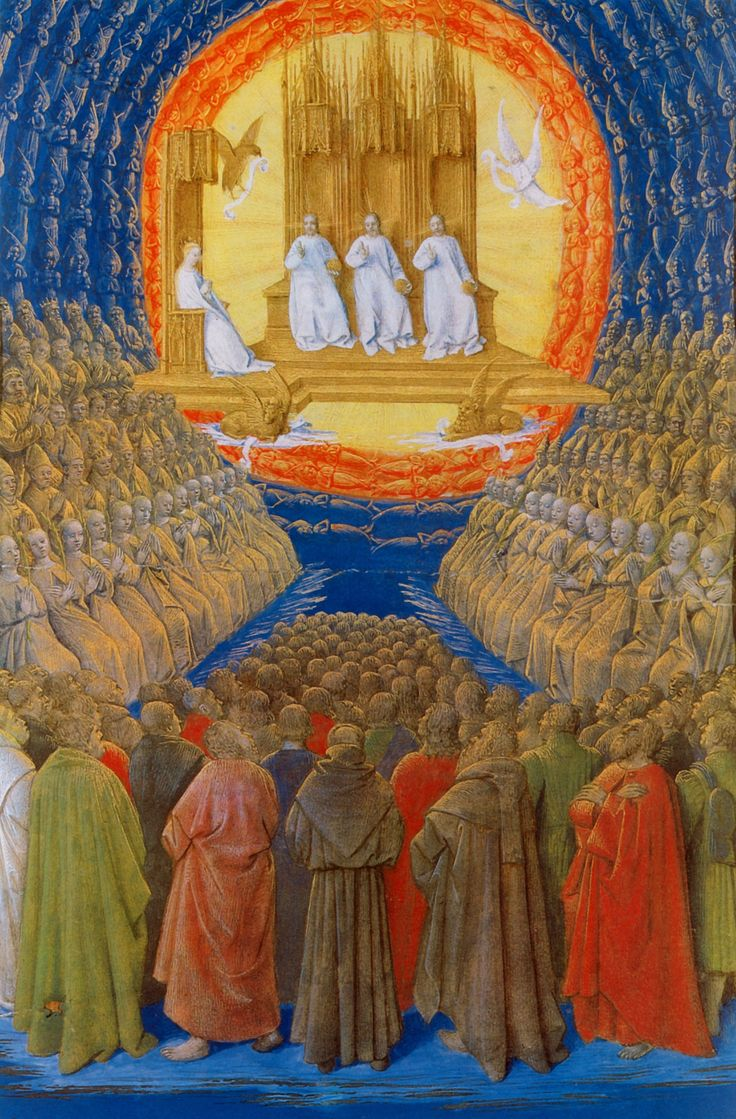
A Trindade e todos os Santos